# Депортес Ла Серена
Депортес Ла Серена (на испански: Deportes La Serena) е чилийски футболен отбор от Ла Серена, регион Кокимбо. Основан е на 9 декември 1955 г. Еднократен носител на Купата на Чили. Играе във втора дивизия.

## История
В края на 40-те и началото на 50-те години аматьорският отбор на Ла Серена печели три регионални шампионски титли и това дава повод на АСФ – предшественика на АНФП – да предложи на града да участва със свой отбор в професионалните първенства на страната. Така се стига до основаването на Депортес Ла Серена през 1955 г. и година по-късно той вече участва в шампионата на втора дивизия. Първите няколко години от съществуването му са и най-успешните в неговата история. Още в първия си сезон той завършва на второ място, а година по-късно печели първенството и промоция за Примера Дивисион. Дебютният сезон в елита е ознаменуван с третото място, само на точка от шампиона Сантяго Уондърърс. През 1959 г. обаче остава на последно място и изпада, но за сметка на това играе финал за Купата на Чили, загубен с 5:1 от Сантяго Уондърърс. Година по-късно обаче успява да се реваншира и побеждава същия противник на финала за купата с 4:1. От 1962 г. отново е в Примера Дивисион и записва последователно едно четвърто и едно трето място, преди да започне серия от по-колебливи игри и класирания в средата на таблицата. През 1976 г. изпада във втора дивизия и оттогава няколко пъти печели промоция и изпада от елита, като все пак повече време прекарва в Примера Дивисион, където обаче играе без особен успех и най-предните класирания са две пети места в края на 80-те. По-предни класирания идват чак в началото 21 век, когато в турнира Клаусура през 2005 и 2009 г. стига до полуфинал.

## Футболисти

### Известни бивши футболисти
- Ерминдо Онега
- Марсело Диас
- Маурисио Саласар
- Рикардо Рохас Трухийо
- Серхио Аумада
- Франклин Лобос
- Хуан Карлос Летелиер

## Успехи
- Примера Б:
  - Шампион (3): 1957, 1987, 1996
  - Вицешампион (3): 1956, 1960, 2003
- Копа Чиле:
  - Носител (1): 1960
  - Вицешампион (1): 1959

## Рекорди
- Най-голяма победа:
  - за първенство: 7:0 срещу Артуро Фернандес Виал, 1990 г.
  - за Купата на Чили: 12:0 срещу Сборен отбор на Вайенар, 2010 г.[1]
- Най-голяма загуба:
  - за първенство: 7:0 срещу Кобресал, 1988 г.
- Най-много голове: Маурисио Саласар – 110